# 黃宣衛
黃宣衛（英語：Huang, Shiun-Wey），臺灣花蓮縣玉里鎮人，臺灣人類學家，專長為文化人類學、客家研究、原住民族研究、東臺灣區域研究。英國聖安德魯斯大學社會人類學博士，曾任中央研究院民族學研究所研究員暨副所長、國立東華大學人文社會科學學院院長、國立花蓮教育大學多元文化教育研究所所長。
2024年1月，自中央研究院民族學研究所退休，獲聘為國立東華大學榮譽教授，並擔任國立東華大學臺灣文化學系兼任教授、中央研究院民族學研究所兼任研究員。

## 生平
- 1983年進入中央研究院民族學研究所擔任助理研究員。

- 1996年升任副研究員。

- 1995年取得英國聖安德魯斯大學人類學研究所博士學位。

- 2002年擔任中央研究院民族學研究所副所長。

- 2006年借調國立花蓮教育大學多元文化教育研究所並擔任所長。

- 2010年升任研究員，並於同年擔任中央研究院民族學研究所博物館主任。

- 2013年借調至國立東華大學臺灣文化學系，並擔任人文社會學院院長。

- 2018年再任中央研究院民族學研究所副所長。

- 2024年1月自中央研究院民族學研究所退休，並轉任兼任研究員。[8]

- 2024年3月獲國立東華大學禮聘為榮譽教授[9]

## 著作

### 書籍

#### 個人作品
- 《成為池上：地方的可能性》（台北:左岸文化，2022）

- 《阿美族》（台北:三民出版社，2021）

- 《你可能毋熟識个客家 : 客家與基督教的相遇》（台北:中央研究院民族學研究所，2020）

- 《共築蓬萊新樂園：一群池上人的故事》（台北:唐山出版社，2018）
- 《國家、村落領袖與社會文化變遷：日治時期宜灣阿美族的例子》。（台北：南天書局，2005。）
- 《異族觀、地域性差別與歷史：阿美族研究論文集》。（台北：中研院民族所，2005。）

#### 合著作品
- 黃宣衛,陶辰瑋, 黃宛玲, 劉容貴合著.《華人靈魂料理：客家飲食的寰宇分佈》（台北:客家委員會客家文化發展中心，2024）

- 林玉茹, 曾品滄, 吳奇浩, 呂紹理, 劉欣蓉, 陳玉箴, 余舜德, 張珣, 黃宣衛, 黃應貴.《如何日常．怎樣生活【台灣史論叢　社會生活篇】》（台北:國立臺灣大學出版中心，2020）

- 莊英章, 黃宣衛.《客家移民與在地發展》（台北:中央研究院民族學研究所，2018）
- 黃宣衛主編，《秀姑巒溪流域族群、產業與地方社會》，（台北：南天出版社，2022）